# Hinohara (Tokio)
Hinohara (jap. 檜原村, Hinohara-mura) ist eine Dorfgemeinde (mura) im Landkreis Nishitama („West-Tama“) der japanischen Präfektur Tokio. Sie ist das letzte verbliebene Dorf im Hauptinselteil der Präfektur. Ein Großteil des Gemeindegebiets besteht aus Bergwäldern, höchster Punkt ist der 1.531 m hohe Gipfel des Mitōsan.

## Geographie
Der Ortskern von Hinohara (Motoshuku) liegt an der Mündung des Kita-Akigawa („Nord-“) in den Minami-Akigawa („Süd-Akigawa“), der danach als Akigawa nach Osten fließt und in der Stadt Hachiōji in den Tamagawa mündet. Unterhalb liegen die Ortsteile Kami- und Shimo-Motogō. Der Großteil der übrigen Besiedlung liegt in den Tälern von Kita- und Minami-Akigawa und kleineren Seitentälern. 93 % der Gemeindefläche sind bewaldet.
Im Westen liegt der Mitō-san an der Grenze zu Okutama und der Präfektur Yamanashi (Stadt Uenohara), ebenfalls an der Grenze zu Okutama befinden sich im Nordwesten der 1.405 m hohe Gozen-yama und im Norden der 1.266 m hohe Ōdake, im Süden steht der Shōtō-san (990 m) auf der Grenze zur Stadt Sagamihara in der Präfektur Kanagawa. Auf der Grenze zwischen den Präfekturen Tokio, Yamanashi und Kanagawa (und den ehemaligen Provinzen Musashi, Sagami und Kai) befindet sich nahe am Shōtō auf 960 m der „Drei-Provinzen-Pass“ (Sangoku-tōge, auch Sangoku-san) – kein Pass im Sinne eines nennenswerten Verkehrsweges. Im Südosten teilt sich Hinohara den Ichimichi-yama (795 m) und den Usuki-yama (842 m) mit der Nachbarstadt Akiruno. Ganz in Hinohara liegen zwischen den beiden Flusstälern der Sengen-rei (浅間嶺; 903 m) und der Matsubae-yama (松生山; 933 m).
Ein erheblicher Teil des Gemeindegebiets im Nordwesten gehört zum Chichibu-Tama-Kai-Nationalpark.

## Geschichte

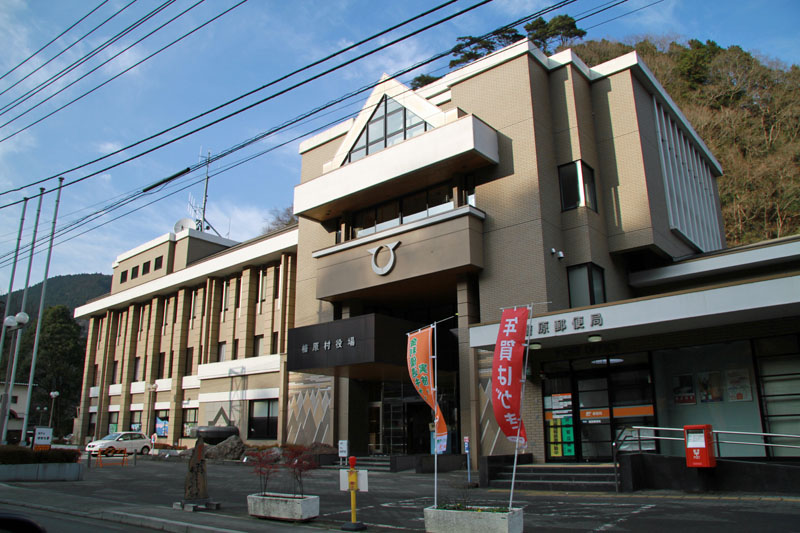
Rathaus und Postamt Hinohara

Hinohara-mura besteht seit der Einführung moderner Stadt- und Dorfgemeinden 1889 ohne wesentliche Gebietsveränderung. Seit der Übertragung des westlichen Tama-Gebiets von der Präfektur Kanagawa 1893 gehört es zur Präfektur Tokio.

## Verkehr
Die Hauptstraßen Hinoharas sind die Präfekturstraße 33, die von Akiruno zunächst durch das Tal des Minami-Akigawa führt, es dann aber im Süden in Richtung Sagamihara verlässt, die Präfekturstraße 206, die dem südlichen Tal weiter nach Westen folgt und dann über die Berge zum Okutama-See führt, und die Präfekturstraße 205 durch das Tal des Kita-Akigawa.
Öffentliches Verkehrsmittel sind Linienbusse der Nishi-Tōkyō Bus, die zur Keiō-Gruppe gehört.

## Sehenswürdigkeiten

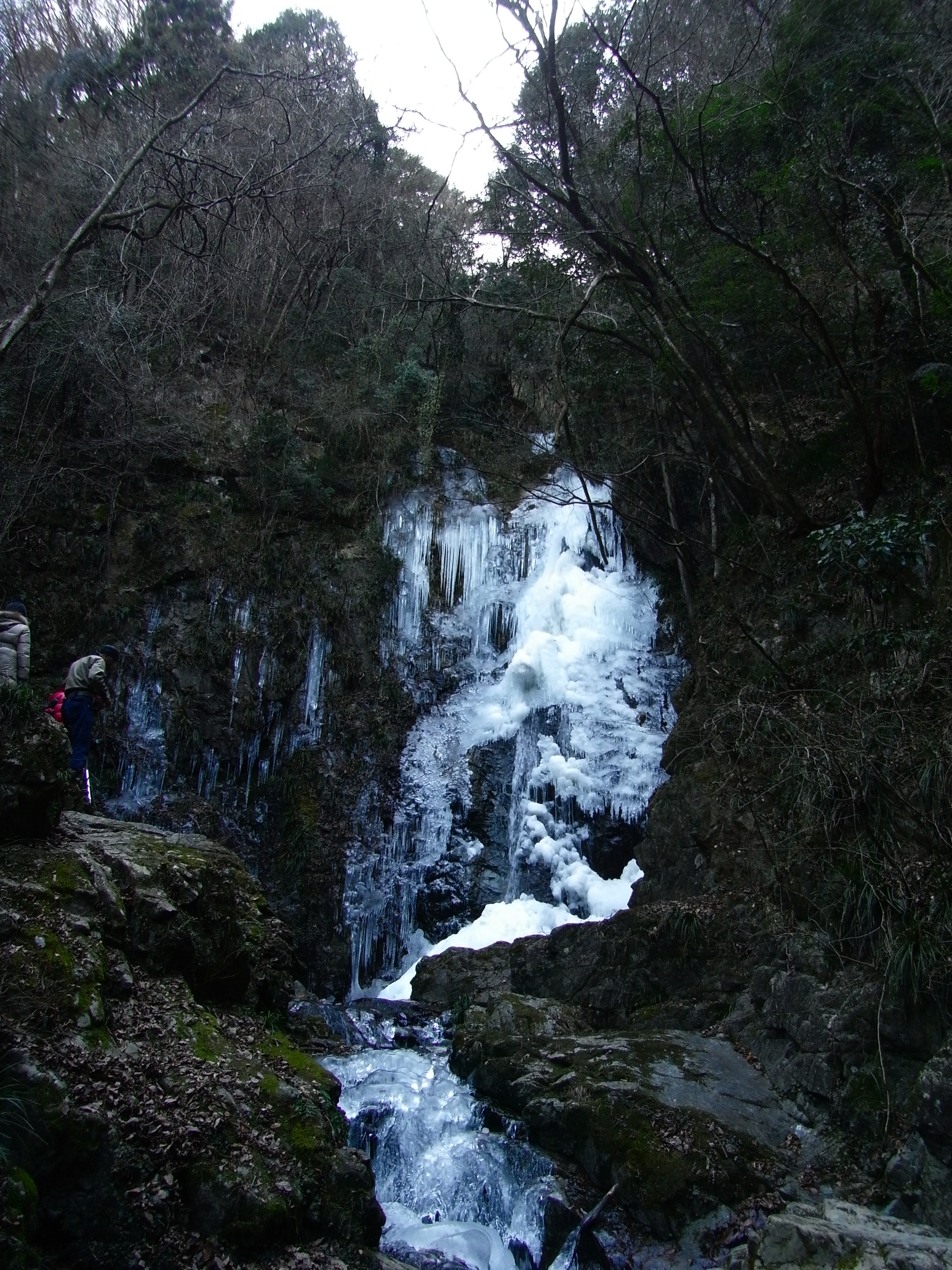
Der zugefrorene Hossawa-Wasserfall (Hossawa no taki), der zu einer Auswahl des Umweltministeriums von 100 Wasserfällen Japans gehört.

Mehrere Wander- und Bergwanderwege führen durch Hinohara. In der Gemeinde gibt es über 50 Wasserfälle. Im Westen liegt am Mitō-san der knapp 200 Hektar große Hinohara Tomin no Mori („Wald der Präfekturbürger“) mit mehreren Rundwegen und einem kleinen Museum, einer von zwei solchen Präfekturwäldern in Tokio. In der Nähe im südlichen Tal liegt eine kleine heiße Quelle, die Kazuma-Onsen.

## Öffentliche Einrichtungen
Das Dorf betreibt die Hinohara-Grund- und Mittelschule. Es gibt eine Krippe, aber keinen Kindergarten und keine Ober- oder Hochschulen in Hinohara.
Hinohara gehört zum Polizeibezirk 9 der Tokioter Polizei, zuständig ist das Revier Itsukaichi in der Stadt Akiruno. In Hinohara gibt es drei ländliche Polizeihäuschen (chūzaisho). Seit 1974 gehört Hinohara zum Zuständigkeitsbereich der Feuerwehr Tokio, die bis 1960 nur für das frühere Stadtgebiet von Tokio, inzwischen aber für fast die gesamte Präfektur verantwortlich ist. Die Feuerwache Akigawa in der Stadt Akiruno hat eine Außenstelle in Hinohara.